# Charles Nicolas d’Anthouard de Vraincourt
Charles Nicolas d’Anthouard de Vraincourt, selten Charles Nicolas Danthouard (* 7. April 1773 in Verdun; † 14. März 1852 in Paris) war ein französischer Général de division der Artillerie.

## Leben
Anthouard de Vraincourt entstammt einer alten Offiziersfamilie; sein Großvater war der Aide-de-camp von König Karl XII. und sein Vater führte ein Regiment in der Picardie. Am 1. September 1787 trat Anthouard de Vraincourt mit vierzehn Jahren als Kadett in die Militärschule von Pont-à-Mousson ein.
Er konnte sich sehr schnell auszeichnen und wechselte 1789 zur königlichen Artillerie und am 18. Mai 1792 wurde er zum Capitaine befördert. 1793/94 kam er zur Italienarmee und kämpfte unter General François-Christophe Kellermann. Nach dem Frieden von Campo Formio (17. Oktober 1797) konnte er wieder nach Frankreich zurückkehren.
Als Napoleon 1798 seine Ägyptische Expedition plante, meldete sich Anthouard de Vraincourt als Freiwilliger. Er nahm an der Belagerung von Malta und an der Eroberung von Alexandria teil und kämpfte tapfer in der Schlacht bei den Pyramiden (21. Juli 1798). Auch bei den Belagerungen von al-Arisch (Februar 1799), Jaffa (März 1799) und Akkon (März/Mai 1799) konnte er sich durch Tapferkeit auszeichnen.
1801 konnte Anthouard de Vraincourt wieder nach Frankreich zurückkehren und wurde bald darauf zum Colonel befördert.
Unter Führung von Eugène de Beauharnais, dessen Aide-de-camp er einige Zeit gewesen war, kämpfte Anthouard de Vraincourt bei Raab (14. Juni 1809) und Wagram (5./6. Juli 1809).
Charles Nicolas d’Anthouard de Vraincourt starb drei Wochen vor seinem 79. Geburtstag am 14. März 1852 in Paris und fand auf dem Cimetière du Père-Lachaise (Division 32) seine letzte Ruhestätte.

## Ehrungen
- 19. Mai 1802 Chevalier der Ehrenlegion
- 14. Juli 1804 Officier der Ehrenlegion
- 1806 Chevalier des Ordre de la couronne de fer
- 11. Juli 1807 Commandeur der Ehrenlegion
- 15. August 1809 Comte de l’Émpire
- September 1813 Commandeur des Ordre de la couronne de fer
- 8. Juli 1814 Chevalier des Ordre royal et militaire de Saint-Louis
- 29. Juli 1814 Grand Officier der Ehrenlegion
- 1. Mai 1831 Großkreuz der Ehrenlegion
- 19. November 1831 Pair von Frankreich
- Sein Name findet sich am südlichen Pfeiler (21. Spalte) des Triumphbogens am Place Charles-de-Gaulle (Paris)